# Église de Kuhmalahti
L'église de Kuhmalahti (en finnois : Kuhmalahden kirkko) est une église évangélique-luthérienne à Kuhmalahti dans la municipalité de Kangasala en Finlande.

## Présentation
L'église a une surface de 336 m2 et peut accueillir 400 personnes.
Le clocher est construit par Matti Åkerblom en 1780-1782.
La fabrique d'orgues de Kangasala fabrique l'ancienne orgue a 7 jeux en 1884 et la nouvelle orgue à 10 jeux en 1911.